# Olimpia Basket Pistoia
L'Olimpia Basket Pistoia è stata una società di pallacanestro maschile di Pistoia.
Ha disputato 12 stagioni tra la Serie A1 e l'A2 e un'edizione di Coppa Korać.

## Storia

Ron Rowan nel 1990

Nel dopoguerra la società che rappresentava Pistoia nel mondo della pallacanestro era la Libertas Basket.
Nel 1958-59, sponsor Permaflex, vinse il Girone B e prese parte alle finali per lo scudetto di Serie B.
Persa la sponsorizzazione (Permaflex), negli anni '60 iniziarono vicende alterne per il basket pistoiese, nonostante l'impegno delle formazioni (Libertas, Pallacanestro Pistoia, Endas), che si susseguirono negli anni, senza, purtroppo, riuscire a contrastare un inesorabile declino. 
Nei primi anni 70 si affaccia sul panorama cestistico pistoiese una nuova realtà, l'Acsi Maltinti Basket la quale nel 1975 rinasce come Olimpia Basket Pistoia (a seguito di una fusione con la precedentemente citata Libertas).
Artefici dell'operazione saranno i fratelli Roberto e Mauro Maltinti assieme a Piero Becciani.  Inizia così, dal 1975 al 1985, un decennio di "consolidamento" dell'Olimpia nei vari campionati Nazionali ed infine, dopo una lunga militanza nelle serie inferiori, la Olimpia Maltinti Pistoia nel 1987 viene promossa, per la prima volta, in serie A2, guidata dai presidenti Piero Becciani e Mario Carrara e dal direttore sportivo Alfredo Piperno. Piero Becciani, già ispiratore dell'Olimpia, sarà successivamente protagonista della rinascita sotto le insegne del Pistoia Basket 2000. Il boom del basket pistoiese è avvenuto anche grazie all'accesa rivalità con la squadra di Montecatini Terme, che ha conquistato anch'essa nello stesso anno la promozione. Sono stati infatti numerosi e accesi derby con i "cugini" della Valdinievole, passati alla storia sportiva cittadina per le coreografie create dalle due tifoserie. La squadra promossa è stata quindi confermata quasi in blocco con l'aggiunta dei due stranieri Joe Bryant e Leon Douglas. Da notare come la squadra cambiò colorazione sociale: biancorossa dal 1975 al 1988 (i colori della città di Pistoia, riadottati nel 2000 dalla nuova società) e biancazzurra dal 1988 fino al 1999 (per una precisa volontà dello sponsor Kleenex).
Sono seguiti alcuni campionati di A2 e nel 1992 (sponsor Kleenex), la formazione guidata dal cannoniere Ron Rowan e dal capitano Claudio Crippa ha conquistato la promozione in A1. Ha partecipato quindi a sette campionati di A1, con numerosi play-off scudetto e alla Coppa Korać edizione 1996-1997.
Nel 1999 la società è retrocessa dalla Serie A1 alla serie A2. Alla retrocessione è seguita la cessione del titolo sportivo a Fabriano (retrocessa intanto in Serie B) e lo scioglimento, ma nell'estate successiva a seguito di una fusione tra il  Samarkanda Pistoia Basket e lo Spartaco Basket Castenaso il basket a Pistoia rinasce sotto il nome di Pistoia Basket 2000.

## Cronistoria

### Partecipazione ai campionati
| Livello | Categoria            | Partecipazioni | Debutto   | Ultima stagione | Totale |
| 1°      | Serie A1             | 7              | 1992-1993 | 1998-1999       | 7      |
| 2°      | Serie A2             | 5              | 1987-1988 | 1991-1992       | 5      |
| 3°      | Serie B              | 2              | 1984-1985 | 1985-1986       | 3      |
| 3°      | Serie B d'Eccellenza | 1              | 1986-1987 | 1986-1987       | 3      |

### Partecipazione alle coppe nazionali ed europee
| Categoria    | Partecipazioni | Debutto   | Ultima stagione | Totale |
| Coppa Italia | 12             | 1988      | 1999            | 13     |
| Coppa Korać  | 1              | 1996-1997 | 1996-1997       | 13     |